# Kaenbaun
Kaenbaun is een bestuurslaag in het regentschap Timor Tengah Utara van de provincie Oost-Nusa Tenggara, Indonesië. Kaenbaun telt 467 inwoners (volkstelling 2010).